# Peter Gschnitzer
Peter Gschnitzer (n. 10 iulie 1953, Vipiteno, Trentino-Tirolul de Sud, Italia) este un sănier ce a reprezentat Italia, medaliat olimpic. A participat la o ediție a Jocurilor Olimpice (1980) în care a câștigat o medalie de argint.

## Participări
Lista de mai jos prezintă principalele competiții la care a participat Peter Gschnitzer de-a lungul carierei.
- Sanie la Jocurile Olimpice de iarnă din 1980 – proba de dublu[*]